# Гололик кракс
Гололикият кракс (Crax fasciolata) е вид птица от семейство Краксови (Cracidae).

## Разпространение
Видът е разпространен в Бразилия, Парагвай, Източна Боливия, североизточна Аржентина и югоизточната част на басейна на Амазонка. Естествените му местообитания са субтропични или тропически сухи гори и субтропични или тропически влажни низини.